# Plato de pescado (cerámica griega)

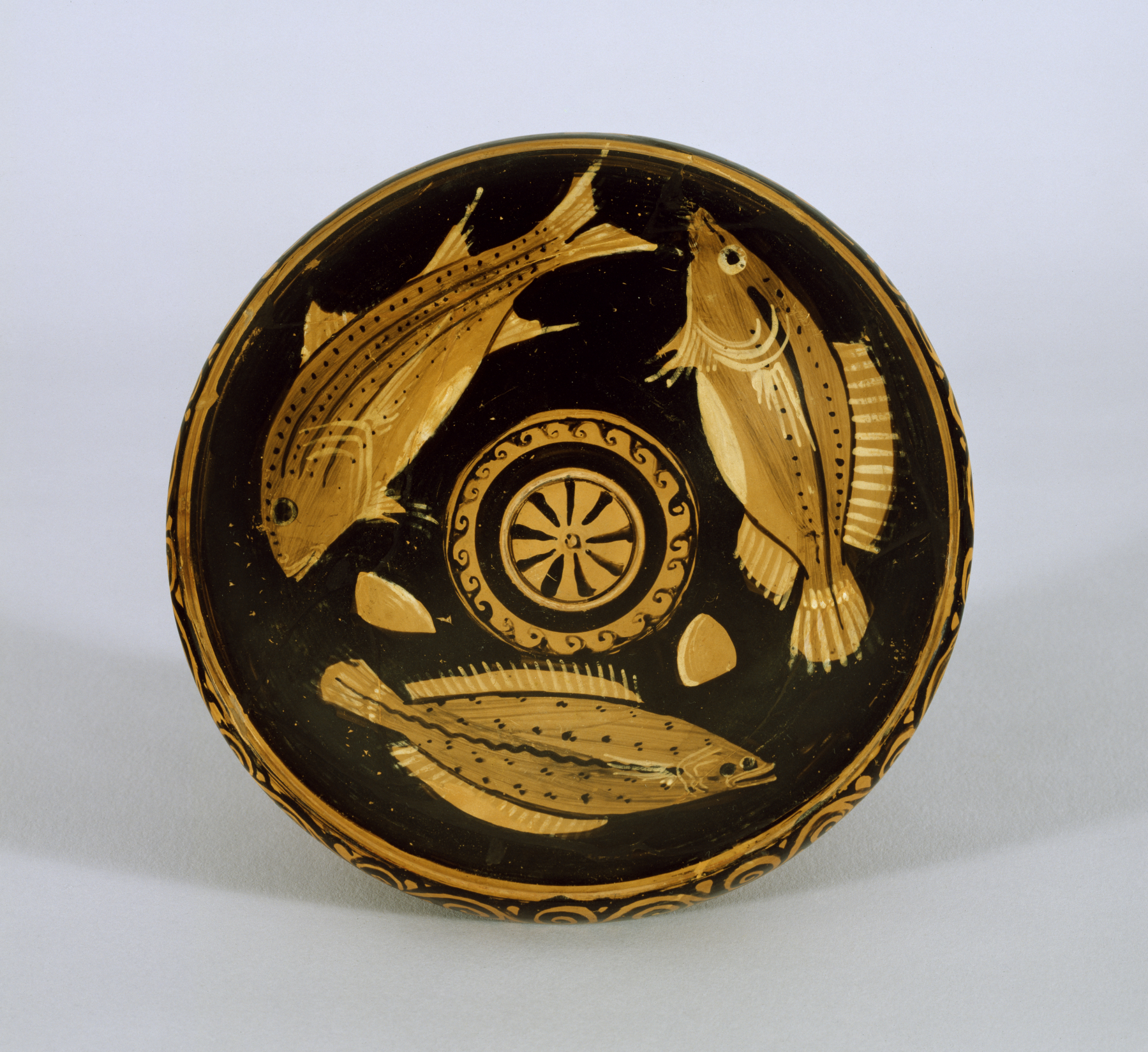
Plato de pescado del sur de Italia, aprox. 350–300 a. C. Walters Art Museum.

Un plato de pescado es un tipo de plato procedente de la cerámica griega antigua. Sse utilizaban para servir pescado y otros mariscos, y por otro lado, los platos también estaban decorados con imágenes de estos.
Desarrollaron su forma en la cerámica ática a finales del siglo V a. C.  Fueron especialmente populares en el siglo IV a. C., cuando su popularidad se extendió también a la cerámica del sur de Italia en la Magna Grecia. Allí la forma todavía se utilizaba durante el período helenístico.
Tiene un diseño poco profundo y un borde orientado hacia abajo y una fuste corto. Hay una depresión circular en el centro del plato, que estaba destinada a recoger el exceso de aceite. El diámetro suele ser de entre 20 y 26 cm. Suelen estar decorados con pescado y otros mariscos. En los platos áticos, el vientre del pescado suele apuntar hacia el borde del plato y, en los platos del sur de Italia, hacia el centro del plato.

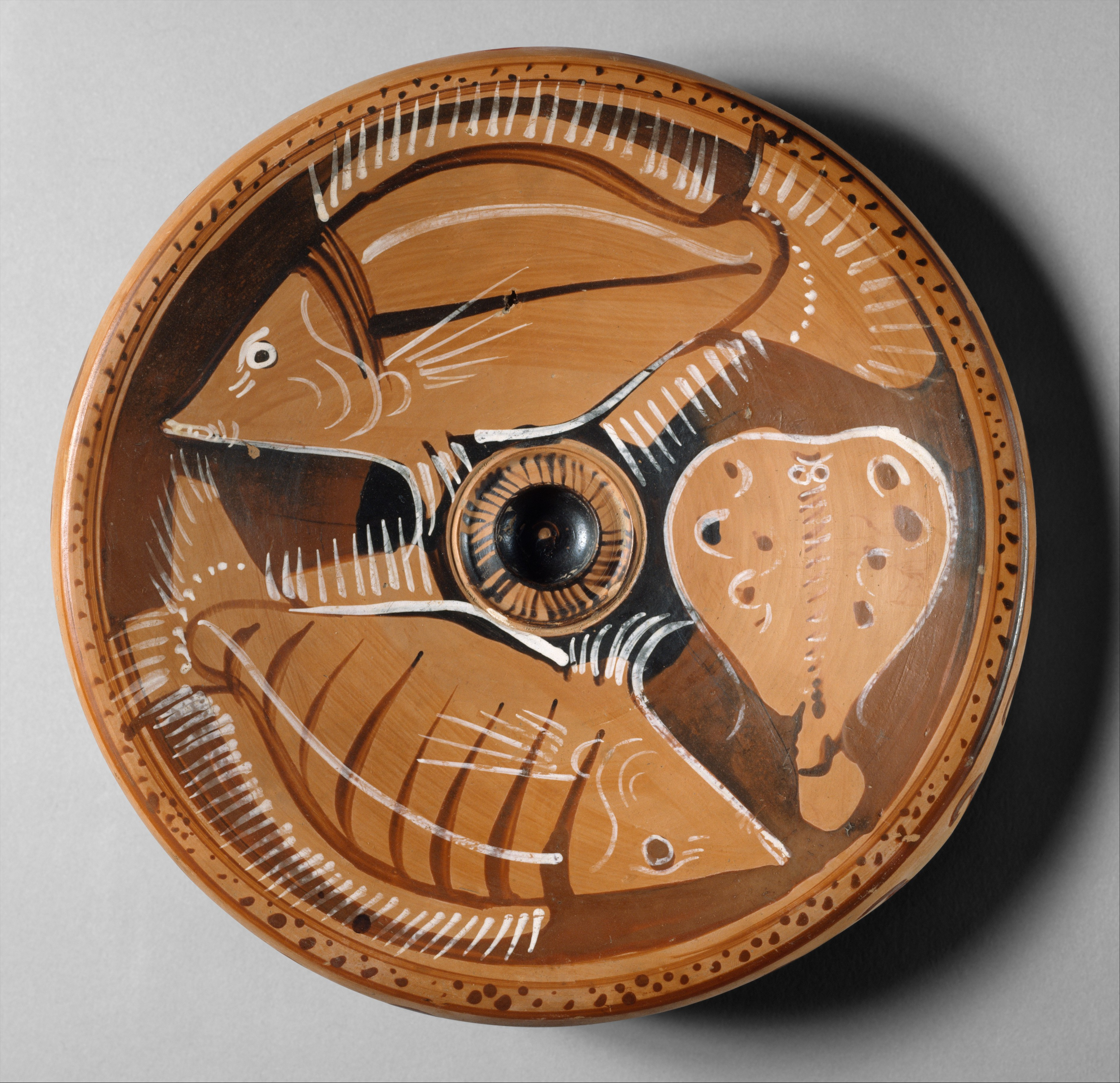
Plato de pescado, c. 375–360 a. C.
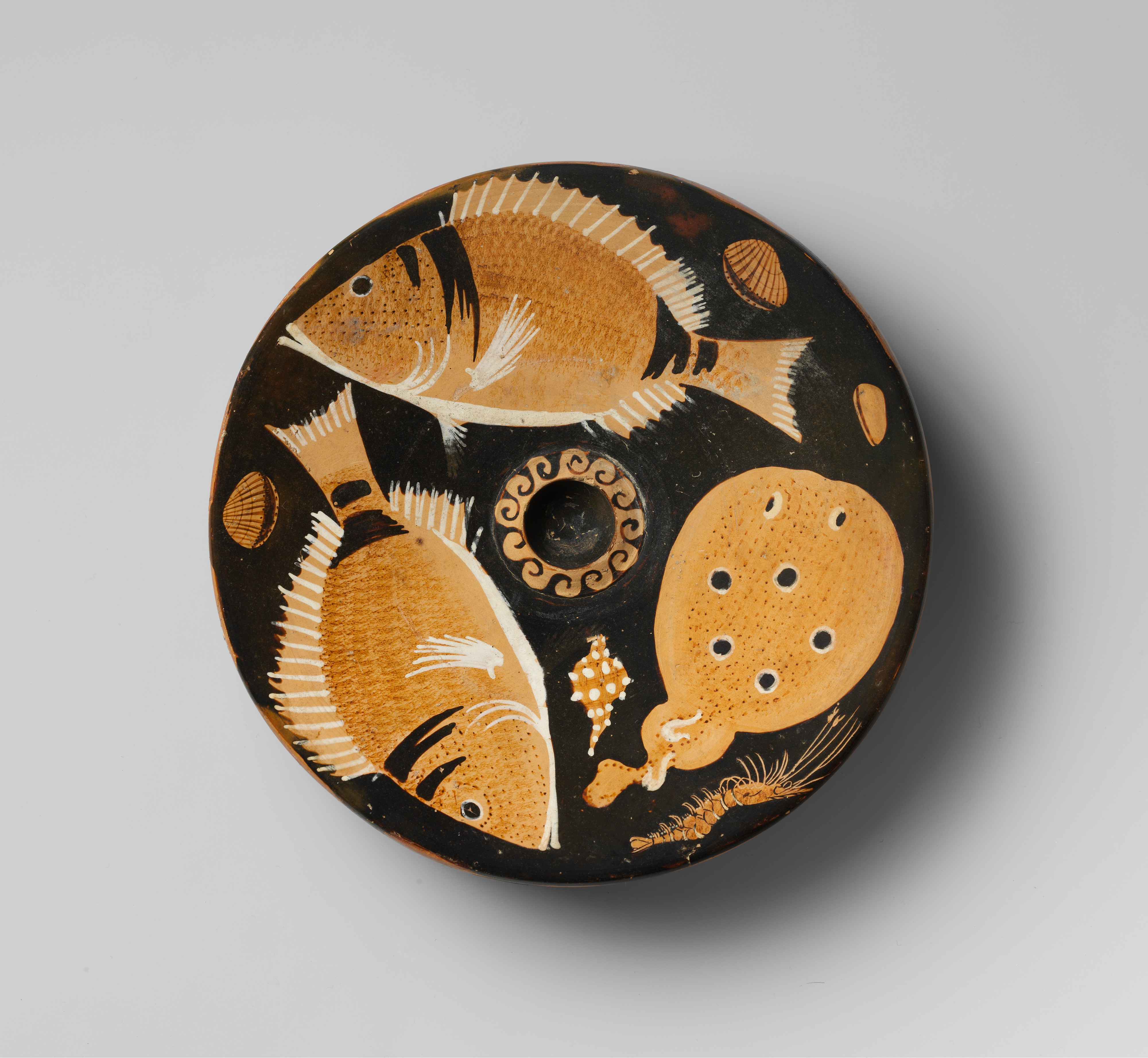
Plato de pescado, c. 350–325 a. C.
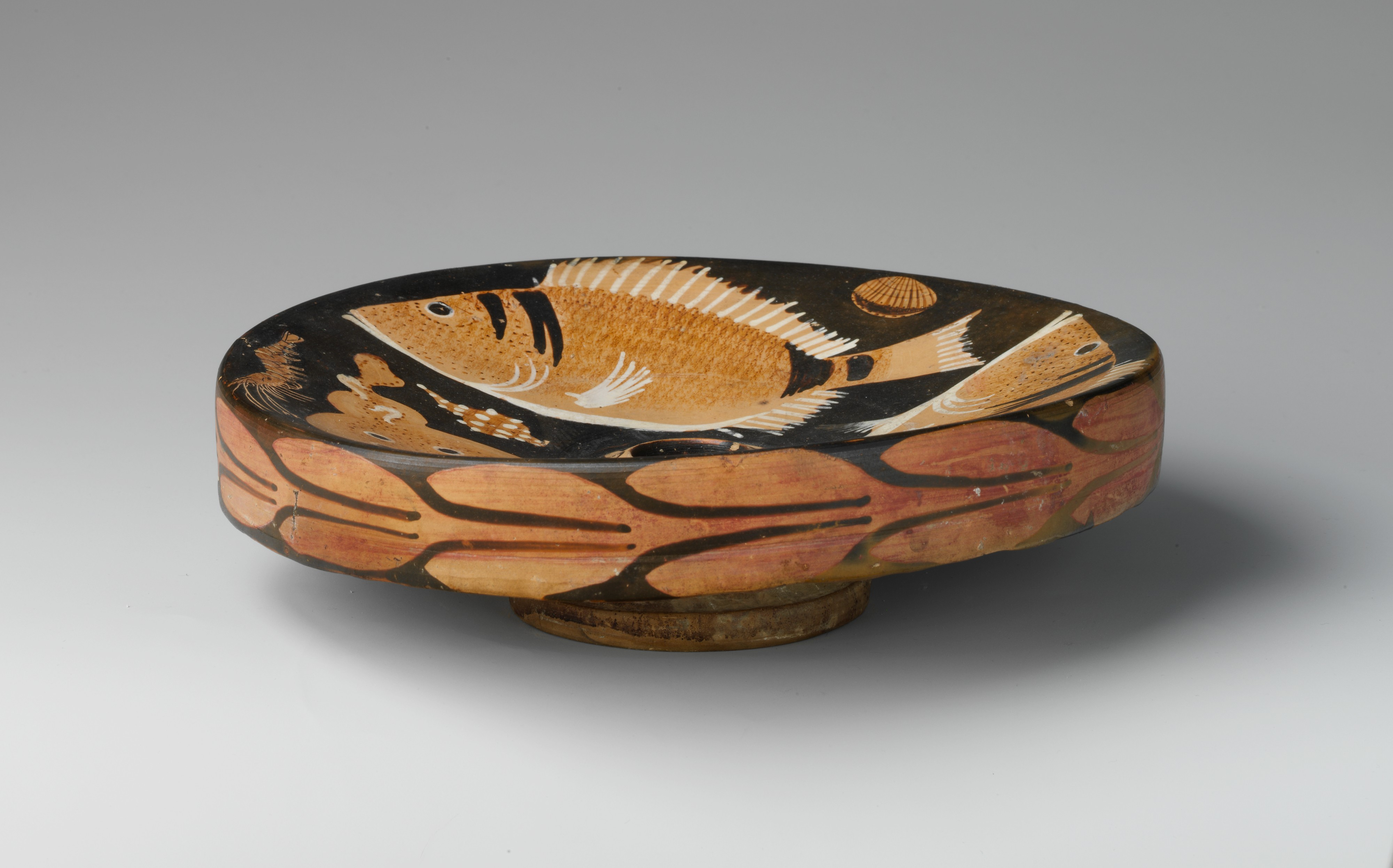
Plato de pescado, c. 350–325 a. C.
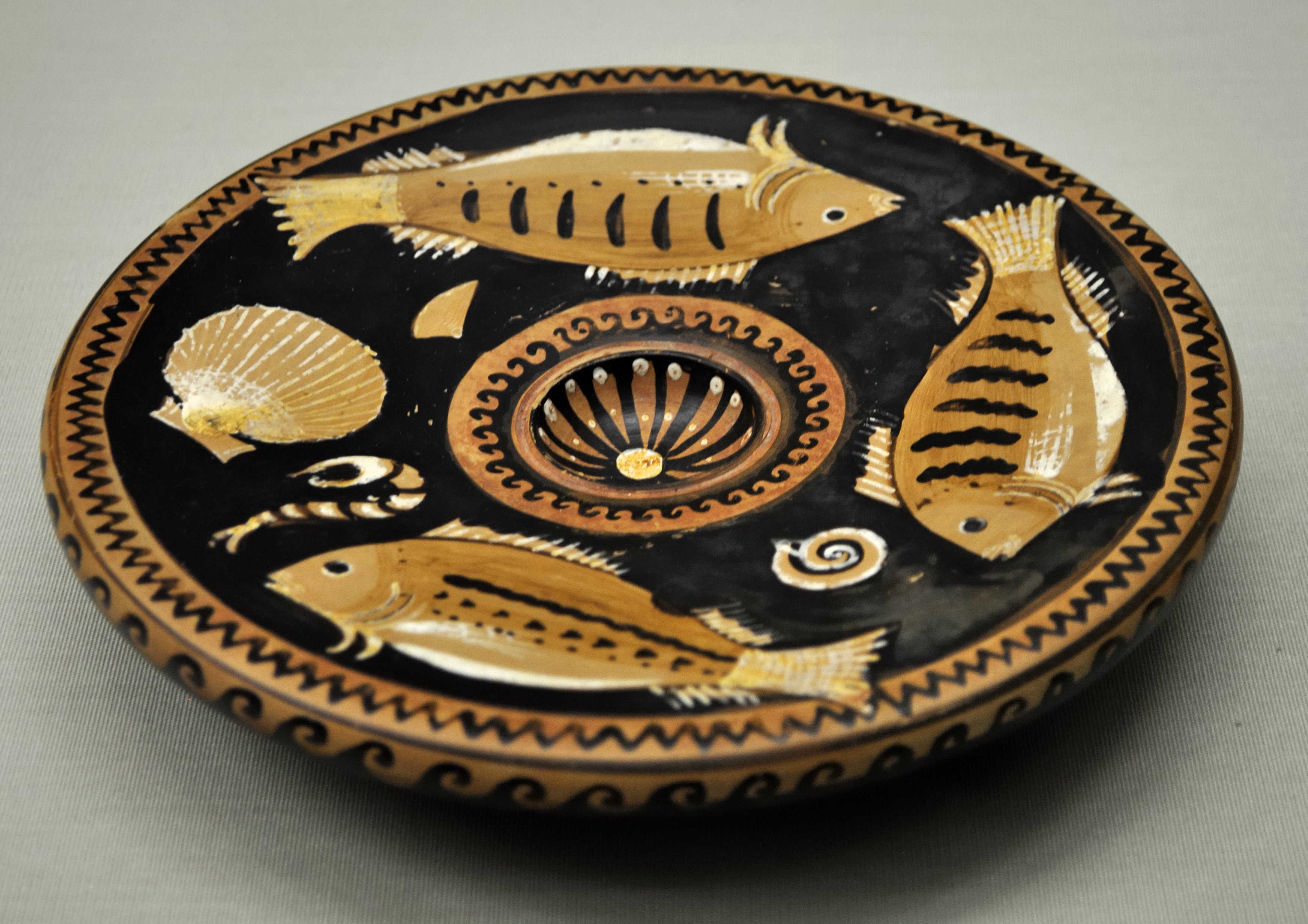
Plato de pescado, c. 340–320 a. C.